# Irina Iordachescu
Irina Iordachescu (Bucarest, 9 marzo 1977) è un soprano rumeno.

## Biografia
Irina Iordachescu è nata in una famiglia di artisti. Il padre, Dan Iordachescu, baritono, si è esibito in numerosi teatri lirici del mondo. La madre è un'attrice e la sorella, Cristina, un noto mezzosoprano.
Ha conseguito nel 1995 il diploma in Economic High School con il massimo punteggio e nel 2000 si è laureata all'Università di musica di Bucarest, con il massimo dei voti, in teoria musicale, Lied, oratorio ed opera.
Dal 1997 ha partecipa a diversi concorsi nazionali ed internazionali di canto, qualificandosi:al 2° al "Mihail Jora", al 1° al "Ionel Perlea" (Romania), 1° al "Giambattista Viotti" e "Cesare Bardelli" (Italia), 3° al "Silvia Geszty" (Spagna), 3° al "Maria Callas" (Grecia), 2° al "Vincenzo Bellini" (Italia), 3° al premio "IVC s'Hertogenbosch" (Olanda).
Collabora con la società rumena radiodiffusione e la televisione nazionale rumena.
Il repertorio di Irina Iordachescu copre l'arco che si estende dal barocco al verismo.

## Attività
(Parziale)

### In Romania
- Novembre 1997 - Il VII Concorso nazionale annuale di Interpretazione Lied "Mihail Jora", vincitrice del Premio "Mihail Jora".
- Settembre 1998 - XIV edizione del "George Enescu" International Festival, Concerto con l'Orchestra Sinfonica di Bucarest
- Maggio 1999 - VIII Concorso d'interpretazione Lied "Ionel Perlea", vincitrice del Gran Premio e la medaglia "Ionel Perlea"
- Febbraio / giugno 2000 - Debutta con il ruolo di "Pamina" di Mozart "Zauberflöte" in rumeno Opera House a Bucarest
- Settembre 2001 - "Teatro alla Scala in tournée nei Paesi dell'Est" con il Maestro Riccardo Muti (voce sola in "Te Deum" di G. Verdi).
- Ottobre 2001 - Concerto presso la Sala Ateneo Bucarest commemorando Giuseppe Verdi
- Gennaio 2002 - Anniversario concerto in onore del baritono Edouard Tumagian con l'Orchestra della Radio Nazionale
- Aprile 2002 - Mozart "Grande Messa in Do minore", con la Filarmonica "George Enescu"
- Febbraio 2003 - Mozart "Requiem", con la Filarmonica "George Enescu"
- Febbraio 2004 - Mozart "Grande Messa in Do minore", con la Filarmonica di Timisoara
- Marzo 2004 Brahms "Ein Deutsches Requiem" con la Filarmonica "George Enescu"
- Dal 2005 il soprano Irina Iordachescu è solista del Teatro Nazionale dell'Opera di Bucarest, interpretando i ruoli di Lucia in Lucia di Lammermoor di Donizetti, di Gilda in Rigoletto di G. Verdi, di Norina dal Don Pasquale Donizetti, di Domizia Decebalo di L. Leo, di Fiordiligi Così fan tutte, Pamina da Die Zauberflote, Susanna da Le nozze di Figaro di WA Mozart, Musetta da La bohème di Giacomo Puccini, Valencienne da Die lustige Witwe di Franz Lehár.
- 30 maggio 2009, "Don Pasquale" al Teatro Nazionale dell'Opera di Bucarest, nel ruolo di Norina.

### Altro
- Febbraio 2000 - Spagna, Alicante - Live orchestra concerto , diretta dal Maestro Alfonso Saura Llacer
- Novembre 2000 - Italia, Milano "Teatro Alla Scala" - Concerto di Riccardo Muti anniversario, celebra 30 anni di attività a "Scala" con la Filarmonica e il coro del Teatro alla Scala (soprano I, parte da Beethoven Fantasia in Do min. op. 80)
- Novembre 2000 - Italia, Milano "TEATRO ALLA SCALA" - Concerto commemorativo di 100 anni di G. Verdi con l'Orchestra del Teatro alla Scala e il Coro "(voce sola da Te Deum di G. Verdi) diretta dal Maestro Riccardo Muti
- Giugno 2001 - Italia, Ravenna "Ravenna Festival" in "Teatro Dante Alighieri" - Il ruolo di Giulietta in "I Capuleti e i Montecchi" di Vincenzo Bellini, diretta dal Maestro Julian Kovatchev
- Luglio 2001 - Italia, Ravenna - Concerto con "L'Orchestra Filarmonica del Teatro alla Scala" diretta dal Maestro Riccardo Muti (voce sola di "Te Deum" di G. Verdi)
- Luglio 2001 - Armenia, Erevan - Concerto con "L'Orchestra Filarmonica del Teatro alla Scala" diretta dal Maestro Riccardo Muti (voce sola di "Te Deum" di G. Verdi)
- Luglio 2001 - Turchia, Istanbul - Concerto con "L'Orchestra Filarmonica del Teatro alla Scala" e "Associazione Filarmonica della Scala Coro" diretta dal Maestro Riccardo Muti (voce sola di "Te Deum" di G. Verdi)
- Settembre 2001 - Polonia, Poznan - "Teatro alla Scala in tournée nei Paesi dell'Est"
- Novembre 2001 - Italia, Vercelli - Concorso Viotti: Concorso Internazionale di Canto "Giuseppe Verdi", Finalista e vincitore del premio della Giuria Premio Speciale "Cesare Bardelli"
- Feb 2002 - Grecia, Salonicco-Concerto in onore del Maestro Nikolas Astrinidis con l'Orchestra Filarmonica di Stato
- Maggio 2002 - Spagna, Murcia - Concorso Internazionale di Canto Coloratura "Geszty Sylvia", vincitore del 3 ° Premio
- Maggio 2002 - Lussemburgo, Eglise Saint Michel - Concerto con l'Estro Armonico orchestra e coro, sotto la bacchetta del M ° Dafydd Bullock "Exultate, Jubilate" di Mozart, Soprano Nelsonmass parte della "Missa in Angustiis" di Haydn
- Settembre 2002 - Italia, Caltanissetta - Concorso V. Bellini: Concorso Internazionale di Canto, vincitrice del concorso.
- Settembre 2002 - Italia, Catania - Teatro Massimo Bellini: Concerto dei Vincitori
- Marzo 2003 - Grecia, Atene - Grand Prix MARIA CALLAS Concorso Internazionale di Canto, Vincitore del Premio 3.
- 19 e 21 giugno 2003 - Lussemburgo, Eglise Saint-Michel, Mozart, "Requiem", con "L'Estro Armonico" orchestra e coro, bacchetta del M ° Dafydd Bullock
- 27 e 28 giugno 2003 - la Francia, Mulhouse, La Filature, Brahms "Ein Deutsches Requiem" con "Orchestre symphonique de Mulhouse" sotto la bacchetta del M ° Cyril Diederich
- Ottobre-novembre 2003 - Stati Uniti d'America, concerti a New York (Carnegie Hall ", Isaac Stern Auditorium"), Detroit e Chicago
- Novembre 2003 - ISRAELE, concerti Opera di Tel Aviv e Haifa
- Aprile-maggio 2004 - Bruxelles, il Concorso Internazionale "Regina Elisabetta del Belgio"
- settembre 2007 - "Teatro alla Scala" di Milano, in uno dei ruoli principali, quello di Zeyno Kari's da "Teneke" di Fabio Vacchi
- novembre 2007 - Las Palmas e Ravenna, nel ruolo di Irene da 'Il ritorno di Don Calandrino' di Domenico Cimarosa, opera recentemente scoperta dal Maestro Riccardo Muti.
- 27 dicembre 2008, è stata invitata a cantare al Concerto di Natale con il tenore italiano Marcello Giordani.
- 10 luglio 2009 nel ruolo di 'Gilda' sul palco del "Sankt Margarethen Festival 2009" - Austria, in 10 delle prestazioni del nuovo "Rigoletto" di produzione dell'italiano regista Renzo Giacchieri.
- 28 ottobre 2009 Catania, facoltà di lettere, Lascia ch'io t'ami.., conferenza-concerto per ricordare il 70º anniversario del Maestro Francesco Paolo Frontini.